# Nocturnal Poisoning
Nocturnal Poisoning — дебютный студийный альбом американской блэк-метал-группы Xasthur, выпущенный 8 сентября 2002 года на лейбле Blood Fire Death. Критики отмечали влияние проекта Burzum. Кристофер Луедтке из Metal Injection пишет, что «промозглое, похожее на смерть настроение, которое охватывает этот альбом, невозможно переоценить».

## Список композиций
| №                   | Название                                   | Длительность |
| ------------------- | ------------------------------------------ | ------------ |
| 1.                  | «In the Hate of Battle»                    | 9:04         |
| 2.                  | «Soul Abduction Ceremony»                  | 7:44         |
| 3.                  | «A Gate Through Bloodstained Mirrors»      | 8:05         |
| 4.                  | «Black Imperial Blood» (Mütiilation cover) | 5:50         |
| 5.                  | «Legion of Sin and Necromancy»             | 11:40        |
| 6.                  | «A Walk Beyond Utter Blackness»            | 6:27         |
| 7.                  | «Nocturnal Poisoning»                      | 15:20        |
| 8.                  | «Forgotten Depths of Nowhere»              | 4:50         |
| Общая длительность: | Общая длительность:                        | 69:00        |

## Участники записи
- Скотт «Malefic» Коннер — вокал, все инструменты